# スクールライブ
『スクールライブ』は小中学生の女の子向けのWebノベル。キッズgooのコンテンツの一つ。Macromedia Shockwave形式のBGMと挿絵イラストが付属する読み物である。株式会社デジターボが制作を担当している。
2003年4月22日にはオフィシャルサイト「スクールライブ.com」をオープンし、第一章を再公開した後に順次更新している。
「横浜みなと学園中等部」という架空の学園を舞台にしたストーリーが展開されている。番外編「エイダの初恋」「遠い遥かな恋」を最後に完結している。

## 主なストーリー
- 第一章：横浜みなと学園2年生（当時）の富永千亜希が、幼なじみの桂木勇也に恋をする。
- 第二章：桂木見夜が天文部に入部し、天文部の部長に恋をする。
- 第三章：横浜みなと学園2年生（当時）の一之瀬涼と双子の兄、一之瀬玲が、3年生（当時）の坂下あみと学園祭のイベントでバンドを組む。
- 第四章：陸上部長の高原泉が、様々な問題をかかえつつも、全国目指して練習に励む。
- 第一章番外編・いちばんの宝物：千亜希・勇也・美諸里・真一郎が、卒業式の日にタイムカプセルを埋める。
- 第一章番外編・遠い遥かな恋：第一章「ココロの行方」を、今度は晴香（はるか）を主人公にえがく切ない恋物語。
- 第一章番外編・エイダの初恋：スクールライブの人気者、犬の「エイダ」の物語。散歩中、エイダが出会った犬とは…?
- 第二章番外編・約束の丘：中3の夏休み、桂木見夜は親戚の結婚式のため観月のいる北海道を訪れることに。
- 第三章番外編・恋の法則（前・後編）：涼が恋の法則を求めて、いろんな登場人物に話を聞く。
- 第四章番外編・いずみとイズミ：学校に幽霊が出るというウワサを聞いて、肝試しをすることになった泉たち。男女2人1組でドキドキの肝試し開始!

※番外編・いちばんの宝物、約束の丘、いずみとイズミ、エイダの初恋、遠い遥かな恋はオフィシャルサイトのみのスペシャルストーリーである。

## 登場人物
＊のついた登場人物は、横浜みなと学園中等部を卒業した。
富永千亜希（とみなが　ちあき）
登場章：第一章（主人公）・第二章・第三章
中学2年生（第一章・第二章）→中学3年生（第一章番外編・第三章）　4月7日生まれ　牡羊座　B型　163cm　バスケ部
勝ち気な少女。友達と楽しく、元気な毎日を送っている。横浜みなと学園の景色が気に入っていて、そんな場所でのロマンチックな夢がいろいろあるが、それは遠い夢だと思っている。当初、幼なじみだった桂木勇也だが、次第にひかれていき、自分から告白して両思いになる。＊
桂木勇也（かつらぎ　ゆうや）
登場章：第一章・第二章
中学2年生（第一章・第二章）→中学3年生（第一章番外編）→高校1年生（第二章番外編）　7月1日生まれ　蟹座　A型　160cm　物理部
スポーツが得意。幼なじみの富永千亜希より身長が高くなりたいと思っている。自分と正反対で行動が遅い見夜にはつい文句を言ってしまうが、周りの人と仲良くやっているのか心配する妹思いな性格。＊
芹真一郎（せり　しんいちろう）
登場章：第一章・第二章・第三章
中学2年生（第一章・第二章）→中学3年生（第一章番外編・第三章）　5月15日生まれ　牡牛座　O型　168cm
この中学のアイドル的な男の子で、彼の周りはいつもファンの女の子達で賑やか。でも本人は紅茶を飲んでゆっくり過ごすのが好き。叔父が経営している喫茶店の紅茶のキャラメルティーがお気に入り。富永千亜希のことが前から好きで、告白するが、振られてしまう。＊
風花美諸里（かざはな　みおり）
登場章：第一章・第二章・第三章（1シーンのみ）
通称みーこ　中学2年生（第一章・第二章）→中学3年生（第一章番外編・第三章）　7月25日生まれ　蟹座　A型　157cm　美術部
おっとりとした性格の美少女。親友の富永千亜希とはまったく正反対の性格だが仲が良い。＊
妹尾晴香（せのお　はるか）
登場章：第一章・第三章（1シーンのみ）
中学2年生（第一章）→中学3年生（第一章番外編・第三章）　12月19日生まれ　射手座　O型　158cm　物理部
ドジが多い少女。去年同じクラスだった桂木勇也が前から好きで、今年はクラスが別れてしまったので始業式の日に告白するが、振られてしまう。＊
並木綾（なみき　あや）
登場章：第一章・第二章（1シーンのみ）
中学2年生（第一章・第二章）
同じバスケ部の千亜希とは、さっぱりとした性格同士、気の合う仲間。芹の大ファンの彼女は、他のファンの人たちに負けないぐらい積極的にアピールしている。＊
マスター
芹の叔父。通学路から少し外れた、静かな場所で紅茶の美味しいカフェ「BERGAMOT（ベルガモット）」のマスターをしている。いつも穏やかで優しい笑顔が来る人をほっとさせている。
エイダ
桂木家の愛犬。普段は家の中にいるが、毎日公園にお散歩する事が一番の楽しみ。エイダという名前は世界初のプログラマーの名前で、桂木勇也がつけた。
桂木見夜（かつらぎ　みや）
登場章：第一章（番外編のみ）・第二章（主人公）・第三章・第四章
中学1年生（第一章・第二章）→中学2年生（第三章・第四章）→中学3年生（第二章番外編・第四章番外編）　3月18日生まれ　魚座　A型　150cm　帰宅部・天文部
桂木勇也の妹。しかし、彼とは正反対で引っ込み思案でおとなしい少女。兄や友達は夢をしっかりもっていて、得意な勉強やスポーツもあるのに、自分はどんな部活に入ったらいいのか、何を目標にがんばろうということさえ見つからないと不安を抱えている。そんなことから、占いやおまじないを頼りにするようになった。観月渡と出会い、彼の誘いで天文部へ入る。そんな中で観月渡と接していくうちにひかれていき、告白するが、振られ、番外編で両思いになる。観月と年に一度でも会えることを楽しみにして、毎日がんばって学校に行っている。
観月渡（みづき　わたる）
登場章：第二章・第四章
中学3年生（第二章）→高校1年生（第四章）→高校2年生（第二章番外編・第四章番外編）　6月10日生まれ　双子座　O型　168cm　天文部（部長）
小さい頃から星を見ることが好きだった。天文部でも望遠鏡はあるが、将来はもっと大きな望遠鏡で星を見つけたい、そして、名もない星の存在をみんなに教えたいと思っている。中学3年生の最後の方に桂木見夜と一緒に新しい彗星を見つける。もっと勉強して新しい星とめぐりあいたいと思っていて、そのために今は北海道の高校に通っているが、やっぱり横浜が一番気に入っている。＊
中井彬（なかい　あきら）
登場章：第一章（番外編のみ）・第二章・第四章
中学2年生（第二章）→中学3年生（第一章番外編・第四章）　10月10日生まれ　天秤座　AB型　165cm　天文部
夜空をながめて、星の美しさにひたるのが幸せというロマンチスト。当初、星のことを何も知らない桂木見夜が入部してきたので気分が悪く、弱そうな桂木見夜なので、少しいじめて追い出そうとしたが、後で許す。今はなれなれしくつきまとう一之瀬玲の方が迷惑になっている。＊
高原泉（たかはら　いずみ）
登場章：第二章・第四章（主人公）
中学1年生（第二章）→中学2年生（第四章）→中学3年生（第二章番外編・第四章番外編）　8月12日生まれ　獅子座　B型　157cm　陸上部
桂木見夜の友達だが、彼女の好きな占いやおまじない、そして恋愛にもあまり興味がない。目標は陸上部のエースになること。後から陸上部部長になる。本人としては外に出て一緒に遊んでほしいと思っている。恋愛のことはあまり興味がなかったが、新堂一成にひかれていき、番外編で両思いになる。
桜井かおり（さくらい　かおり）
登場章：第二章
中学3年生（第二章）　12月23日生まれ　山羊座　O型　158cm　天文部
男の子ばかりの天文部に桂木見夜が入ってきてうれしく思っている。彬とは正反対の優しく朗らかな先輩。＊
一之瀬涼（いちのせ　りょう）
登場章：第一章（番外編のみ）・第三章（主人公）・第四章（番外編のみ）
中学2年生（第一章番外編・第三章）→中学3年生（第四章番外編）　5月22日生まれ　双子座　B型　170cm　バスケ部
思ったことをすぐ言ってしまうし、顔にも出る、わかりやすく、単純な性格。何よりバスケ部の練習が楽しくて、一筋でがんばっていた。しかし、ある日、練習が終わった後に、歌を歌っている坂下あみを見つけ、一目惚れする。そして、玲の作戦により、学園祭のスクールライブを結成し、坂下あみと近づく。もっとひかれていき、告白するが、ふられてしまう。
坂下あみ（さかした　あみ）
登場章：第一章（番外編のみ）・第三章・第四章（番外編のみ）
中学3年生（第一章番外編・第三章）→高校1年生（第四章番外編）　11月24日生まれ　射手座　O型　162cm
昨年までイギリスに住んでいた帰国子女で、4月から横浜みなと学園に転入してきたばかり。3年生にもなると、すでに仲が良いグループができていて、心から話せる友達がいないと悩んでいる。そんな時に、自分の話に共感してくれる芹真一郎と出会う。話をしていくうちに惹かれていき、涼に勇気づけられたことをきっかけに告白するがふられてしまう。＊
一之瀬玲（いちのせ　れい）
登場章：第一章（番外編のみ）・第三章・第四章
中学2年生（第一章番外編・第三章・第四章）→中学3年生（第四章番外編）　5月22日生まれ　双子座　B型　170cm　園芸部
スポーツよりも花を育てるのが好きで、自家栽培をしている。中井明日香のことが好きで、いろいろな作戦をねって近づこうとしている。
鈴原樹（すずはら　いつき）
登場章：第四章
中学1年生（第四章）　4月10日生まれ　牡羊座　O型　165cm　陸上部
出る大会では必ず新記録を出すのが目標。高原泉のことが好きで、告白するが、ふられる。
中井明日香（なかい　あすか）
登場章：第一章（番外編のみ）・第四章
中学2年生（第一章番外編・第四章）→中学3年生（第四章番外編）　10月31日生まれ　蠍座　B型　145cm
幼なじみでいつも一緒にいた新堂は明日香をかばって、交通事故で足に大けがをおい、走れなくなってしまった。そのことから、新堂の夢をうばってしまったので陸上部の実力では絶対高原泉より上で、トップの座はゆずらないと思っている。
新堂一成（しんどう　いっせい）
登場章：第四章
中学2年生（第四章）→中学3年生（第四章番外編）　1月27日生まれ　水瓶座　AB型　172cm
クールな性格。学校は適当に過ごすだけで、陸上も今はあまり興味がなさそうに見せている。番外編で高原泉から告白され、両思いになる。

## スタッフ
出典
- 原作 - 小坂崇気
- ディレクター - 銀野いお
- 音楽 - 磯江俊道
- スクリプト・ムービー - はたけのおにく
- シナリオ・編集 - あおき
- キャラクターデザイン - 島津真知
- グラフィック - ぽん太
- 背景 - イッシー

## 公開状態
現在、キッズgooのアソビーノ島では、第一章～第四章と番外編（舞台紹介・恋の法則）とゲーム・漫画を公開中。
オフィシャルホームページでは、第一章～第四章と番外編とゲーム・壁紙等を公開中。
また、NTT東日本のフレッツスクエアで番外編をさらに公開しているが、こちらはNTT東日本のフレッツISDN・ADSLやBフレッツ回線でなければ閲覧できない。

## グッズ
現在、CLOVERが学園祭で演奏した『My "Schoollive"』がCD化され、スクールライブオフィシャルサイト限定で販売。2010年5月19日をもって販売を終了した。
アニメイトでも一時期販売されていたが、現在は終了している。